# Brandstättergruppen
Brandstättergruppen bildades 1876, och är ett företag som håller till i Zirndorf i Bayern, som ligger i Tyskland. Det är de som tillverkar Playmobil.

### Fotnoter
1. ↑  "Impressum." Playmobil. Läst 27 september 2011. "geobra Brandstätter GmbH & Co. KG Brandstätterstr. 2 - 10 90513 Zirndorf Amtsgericht Fürth HR A 2190"